# Vesc
El vesc (Viscum album), també anomenat visc, herba del vesc, visquera, visc quercí, visquerc, viscarcí, viscarí, escarcí o gui, és una planta hemiparàsita que viu al damunt de branques, principalment en arbres de fulla caduca, com pomers o pollancres, però també sobre algunes espècies de pins. És originària d'Europa, i de l'oest i sud d'Àsia, és espontània a la península Ibèrica, i ha estat introduïda a Amèrica del Nord (a Califòrnia el 1900 i a la Colúmbia Britànica cap al 1988). El nom en llatí viscum té un origen incert, però es creu que ve de l'indoeuropeu i vol dir 'força'. Pel que fa a album es refereix a blanc, que fa referència del color del fruit, que són baies. És una de les plantes típiques de Nadal, al costat del grèvol, el galzeran (Ruscus aculeatus) i la flor de Nadal o Poinsettia. Se li atribueix (com a moltes plantes) la bona sort. En el druïdisme antic se la considerava una planta sagrada que havia de ser dallada amb una falç d'or pel druida (tradició molt coneguda actualment per les referències habituals als còmics d'Astèrix).

## Morfologia
És una planta llenyosa, amb una alçada de 0,2 a 0,5 metres. Sempre és de color verd, degut als pigments de la clorofil·la. No té arrels, però té uns haustoris que els permet fixar-se al seu hoste i xuclar-ne els nutrients necessaris per viure. La morfologia de la tija és herbàcia, excepte una part que és llenyosa. La tija és curta, però les branques són abundants i repetidament enforquillades, de manera que formen com una gran botja que penja de l'arbre parasitat. Les fulles són oposades, persistents, oblongues, carnoses, sempre per parelles en l'extrem de les branques dicòtomes, sense pecíol o molt curt. És un arbust dioic amb flors unisexuals de color groc-verdós que s'agrupen en petites inflorescències en posició terminal. Les flors masculines presenten quatre pètals diminuts i quatre estams sense filaments. En canvi, les flors femenines, són molt rudimentàries, tenen quatre peces que rodegen dos carpels soldats. El fruit és una baia de polpa viscosa, blanquinosa i translúcida de 6 a 10 mm, i amb una sola llavor. Les baies són molt tòxiques.

## Taxonomia
Als Països Catalans s'han descrit tres subespècies:
- Viscum album subsp. album. Parasita diferents arbres planifolis de l'estatge montà plujós (pollancres, fruiters, espinalbs, etc.). Es troba al Pirineu.
- Viscum album subsp. abietis. Parasita l'avet i és la menys rara de les tres subespècies. Es troba al Pirineu.
- Viscum album subsp. austriacum. Parasita els pins. Es troba dels Pirineus a l'interior del País Valencià.

## Usos pràctics
Se n'extreu una matèria apegalosa de les baies blanques, també anomenada vesc o visc (d'ací que la planta s'anomeni visquera, herba del vesc i d'altres) i que s'usa per a untar vímens, joncs i similars i caçar-hi els ocells que s'hi enganxen. N'és tradicional la collita quan els arbres caducifolis queden nus, quan l'hivern és jove i la tardor vella, d'aquí la vinculació amb el Nadal.

## Usos medicinals
Antigament, d'aquesta planta s'utilitzaven les fulles i les parts aèries; però actualment no s'utilitza per a cap acció farmacològica, ja que es considera molt tòxica. Les fulles s'havien utilitzat pel seu efecte hipotensor, vasodilatador, diürètic i sedant. Hi ha estudis sobre l'ús d'extracte de vesc com a coadjuvant en el tractament del càncer.
El vesc conté substàncies tòxiques en tota la planta. Les anomenades viscotoxines són polipèptids de baix pes molecular que actuen sobre els canals de calci de la membrana cel·lular i, per tant, poden afectar el miocardi. També tenen lectines, amb una estructura semblant a la ricina, que actuen com a aglutinines i lisen els glòbuls rojos. S'han descrit casos d'hepatitis en persones que havien seguit tractaments fitosanitaris amb vesc. L'automedicació amb extractes de vesc és un risc, perquè interacciona amb fàrmacs diürètics o per al tractament de la hipertensió.
| «                        | : Vaig al bosc i busco vesc i visc del vesc que busco al bosc | » |
| — Embarbussament popular |                                                               |   |

## Tradicions
Hi havia la creença que el vesc és portador de la fertilitat (donat que sempre és verd), de bona relació amorosa (propietats enganxoses del visc extret) i de la bona sort (difícil de trobar).
La planta és paràsita de les parts aèries d'alguns arbres i es manté verda tot l'any; per aquest motiu els celtes van considerar-la sagrada.